# مستوصف هجر الطبي
مستوصف هجر الطبي (بالإنجليزية: Hajer Medical clinic)‏ هو منشأة طبية تابعة للشركات التعاونية للتأمين الطبي في الأحساء.

## الموقع
يقع مستوصف هجر على طريق الملك عبد العزيز بشارع الجامعة في حي الجامعة بمدينة الهفوف في محافظة الأحساء في المملكة العربية السعودية.

## التخصصات
يضم المستوصف كافة التخصصات الطبية، بالإضافة إلى قسم المختبر وقسم الآشعة وقسم الطوارئ.